# Ethobuella hespera
Ethobuella hespera là một loài nhện trong họ Hahniidae.
Loài này thuộc chi Ethobuella. Ethobuella hespera được miêu tả năm 1937 bởi Ralph Vary Chamberlin & Wilton Ivie.